# Cantone di Les Ulis
Il Cantone di Les Ulis è una divisione amministrativa dell'arrondissement di Palaiseau.
A seguito della riforma approvata con decreto del 24 febbraio 2014, che ha avuto attuazione dopo le elezioni dipartimentali del 2015, è passato da 1 a 7 comuni.

## Composizione
Prima della riforma del 2014 comprendeva il solo comune di Les Ulis.
Dal 2015 i comuni appartenenti al cantone sono i seguenti 7:
- Gometz-le-Châtel
- Marcoussis
- Nozay
- Saint-Jean-de-Beauregard
- Les Ulis
- Villebon-sur-Yvette
- Villejust